# Abarema jupunba
Abarema jupunba és una espècie de llegum del gènere Abarema de la família Fabaceae.